# Cosme de Acuña

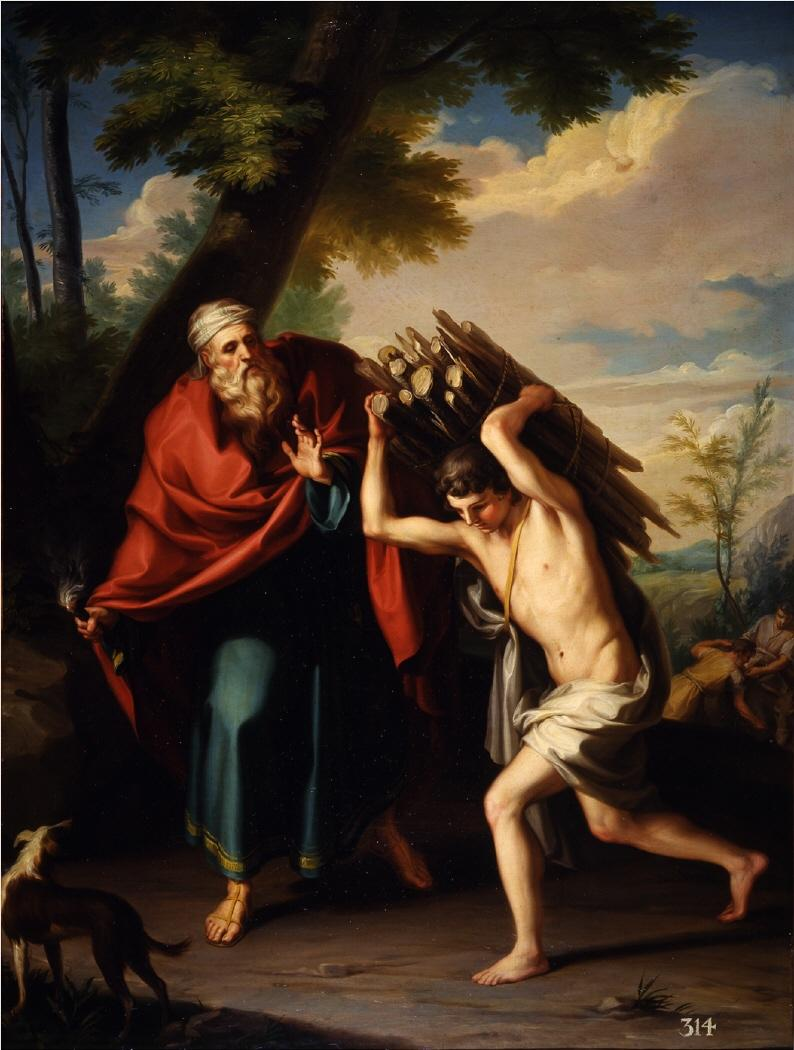
Abraham e Isaac camino del sacrificio, óleo sobre lienzo, 112 x 84 cm, Madrid, Real Academia de Bellas Artes de San Fernando.

Cosme de Acuña y Troncoso (La Coruña, c. 1758/1760 – después de 1814) fue un pintor neoclásico español,  académico de mérito de la Real Academia de Bellas Artes de San Fernando y director de pintura de la Real Academia de San Carlos de la Nueva España.

## Biografía y obra
Formado en la Academia de San Fernando, en 1781 obtuvo el segundo premio en el concurso de pintura de primera clase, para el que en la «prueba de pensado» los aspirantes debían presentar una alegoría del nacimiento del príncipe heredero localizada en el bosque de El Pardo, según determinaba la detallada propuesta formulada por Francisco Bayeu, y en la «prueba de repente» a Teresa Enríquez, dama de Isabel la Católica, ayudando a los heridos en la conquista de Granada. En la propia Academia se conservan tanto el dibujo de la segunda prueba como el lienzo al óleo, junto con el presentado por Zacarías González Velázquez que recibió el primer premio. En 1785 presentó un lienzo con la historia de Abraham e Isaac para ser admitido como académico de mérito, lo que le fue otorgado por unanimidad, y en su solicitud declaraba haber dibujado las figuras por el natural.
En 1786 José de Gálvez, a quien Acuña había retratado con otros miembros de su familia, le propuso pasar a Nueva España como director de pintura de la recién creada Academia de San Carlos, acompañando a Ginés Andrés de Aguirre, seleccionado para el puesto por los académicos de San Fernando. En el nombramiento como segundo director de pintura sustituía a Agustín Esteve, que había sido el inicialmente elegido tras el examen realizado a los candidatos en la Real Academia de San Fernando. Acuña y los restantes artistas enviados desde España chocaron de inmediato con los modos dictatoriales de Jerónimo Antonio Gil, director de la Casa de Moneda de México y promotor de su academia. En 1788 Acuña y su esposa, Francisca Reggio, acogieron en su casa a José Arias, director de la escultura, que había perdido el juicio a causa de aquellas disputas y de la dureza de la vida en el Nuevo Mundo. Aguirre, su compañero en las clases de pintura, sintiéndose «prisionero» de Gil, retornó de inmediato a España o faltó a sus obligaciones, lo que incremento la carga de trabajo que recaía sobre Acuña, quien se quejaba en carta a Antonio Ponz de verse forzado a trabajar mañana, tarde y noche, a la vez que se le impedía trabajar para particulares, por lo que en 1790 solicitó también permiso para volver a España, llegando a amenazar con el suicidio si no se le permitía abandonar la «Casa de Confusión y Enredos o Casa de Gil» que era en su opinión la academia mexicana.
De regreso a Madrid, en 1791, pintó tres cuadros con destino a Bolivia que antes de su exportación estuvieron expuestos al público en el convento del Carmen Descalzo de Madrid junto con otros dos cuadros, uno de José del Castillo y el otro de Gregorio Ferro con el mismo destino. Se trata probablemente de los lienzos conservados en los altares de la iglesia de Santo Tomás de Cochabamba, con los temas de Tobías y el ángel, San José y San Juan de la Cruz, varias veces imitados ya en Bolivia, donde desempeñaron un importante papel en la difusión de los modos neoclásicos por América. En 1792 se le encomendó la dirección de los alumnos de la academia mexicana pensionados para proseguir sus estudios en Madrid.
Al ser designado Goya director de pintura de la Academia de San Fernando en 1795, Acuña obtuvo la plaza de teniente de pintura que dejaba vacante el aragonés. Un año más tarde solicitó y obtuvo el nombramiento de pintor de cámara, pero en 1799 hubo de pedir licencia para abandonar las clases por padecer una «fluxión de ojos» agravada por otras dolencias que agriaron su carácter. En noviembre de 1806, en una reunión de la junta de la Academia, discutió con Mariano Salvador Maella a quien acabó agrediendo con un palo, por lo que fue condenado por Carlos IV a dos años de destierro de Madrid y a la separación de todos sus cargos en la Academia. Desde Ávila solicitó permiso para marchar a su tierra, pero sorpresivamente escapó a la localidad francesa de Bayona, desde donde escribió a Manuel Godoy una larga carta en la que, con muestras evidentes de trastorno mental, le daba cuenta de la «enfermedad nerviosa» que, según decía, padecía desde hacía siete años, y le pedía permiso para ir a París a tomar las medidas de la Venus de Médici y del Laocoonte. En 1807 desde la embajada de España en Roma se informaba de que había llegado a ella Cosme Acuña, «en el estado más fatal de locura y miseria». Un año después, en mayo de 1808, cuando se trataba de buscarle casa de cura, escapó de Roma sin que nadie conociese su destino, aunque se presumía que podía haber tomado la dirección de Turquía. En junio de 1814 su mujer, pobre de solemnidad, solicitó al rey la socorriese. De su información cabe deducir que en esa fecha aún vivía su esposo, de quien había recibido algunas noticias a su paso por Burdeos, París y Roma, y «últimamente en Londres siempre trastornado en las lunaciones pero dándose a conocer con obras en la clase de Pintor y Escultor y negando ser español».
Al margen de las obras citadas de pintura al óleo, conservadas en pequeño número, Acuña proporcionó dibujos para grabados, entre ellos los de cinco láminas destinadas a ilustrar la traducción española de la Practique de l’Equitation de Dupaty por encargo de Godoy.